# Mo Williams
Maurice „Mo” Williams (ur. 19 grudnia 1982 w Jackson w stanie Missisipi) – amerykański koszykarz grający na pozycji rozgrywającego, po zakończeniu kariery zawodniczej trener koszykarski, obecnie asystent trenera drużyny akademickiej Cal State Northridge Matadors.
W 2001 wystąpił w meczu gwiazd amerykańskich szkół średnich - McDonald’s All-American.
Williams ukończył studia na uniwersytecie Alabamy. Zgłosił się do draftu NBA, w którym został wybrany z czterdziestym siódmym numerem przez Utah Jazz. W debiutanckim sezonie notował średnio 5 punktów oraz po 1,3 zbiórki i asysty na mecz. Latem został wolnym agentem i podpisał kontrakt z Milwaukee Bucks, w którym występował przez cztery kolejne sezony. 
W 2006 T.J. Ford, który dotychczas był podstawowym rozgrywającym Bucks został oddany do Toronto Raptors w zamian za skrzydłowego Charliego Villanuevę, a jego miejsce w pierwszej piątce zajął Williams. 20 grudnia 2006, w wygranym 121:95 meczu przeciwko Miami Heat zanotował pierwsze w karierze triple-double, uzyskując 19 punktów, 11 zbiórek i 10 asyst. Po sezonie 2006/2007 podpisał nowy kontrakt z Bucks, jednak rok później trafił do Cleveland Cavaliers. Sezon 2008/2009 był dla Williamsa najlepszy w karierze pod względem średniej zdobywanych punktów na mecz (17,8), skuteczności rzutów za trzy punkty (43,6%) oraz z rzutów wolnych (91,2%). Wystąpił również w meczu gwiazd NBA, gdzie zastąpił kontuzjowanego Chrisa Bosha. Wraz z Cavaliers awansował do finałów konferencji wschodniej, gdzie jednak zostali pokonani 4:2 przez Orlando Magic. 
W lutym 2011 brał udział w wymianie, w ramach której trafił do Los Angeles Clippers. 28 czerwca 2012 roku trafił do Utah Jazz. 8 sierpnia 2013 podpisał dwuletni kontrakt z Portland Trail Blazers. 30 lipca 2014 podpisał kontrakt z Minnesotą Timberwolves. 13 stycznia 2015 roku, zdobywając 52 punkty w meczu z Indianą Pacers, poprawił rekord Timberwolves pod względem liczby zdobytych punktów w jednym meczu.
W lipcu 2015 został po raz drugi w karierze zawodnikiem Cleveland Cavaliers. 7 stycznia 2017 został wymieniony do zespołu Atlanty Hawks, wraz z Mikiem Dunleavy Jr oraz przyszłym wyborem I rundy draftu, w zamian za Kyle'a Korvera. 18 stycznia trafił do Denver Nuggets, w zamian za prawa do Cenka Akyola, po czym został zwolniony.

## Osiągnięcia
Na podstawie, o ile nie zaznaczono inaczej.
NCAA
- Uczestnik:
  - rozgrywek Round of 32 turnieju NCAA (2002)
  - turnieju NCAA (2002, 2003)
- Mistrz sezonu regularnego konferencji Southeastern (SEC – 2002)
- SEC Freshman of the Year (2002)[21]
- Zaliczony do:
  - I składu:
    - najlepszy pierwszoroczniaków konferencji SEC (2002)
    - turnieju Coaches vs. Classic (2003)

  - III składu SEC (2003)

NBA
- Mistrz NBA (2016)[22]
- Uczestnik:
  - meczu gwiazd NBA (2009[a])
  - Skills Challenge (2009)
- Zawodnik tygodnia NBA (24.12.2006, 19.01.2015, 9.03.2015)